# Liste der Baudenkmäler in Rohrenfels
Auf dieser Seite sind die Baudenkmäler in der oberbayerischen Gemeinde Rohrenfels zusammengestellt. Diese Tabelle ist eine Teilliste der Liste der Baudenkmäler in Bayern. Grundlage ist die Bayerische Denkmalliste, die auf Basis des Bayerischen Denkmalschutzgesetzes vom 1. Oktober 1973 erstmals erstellt wurde und seither durch das Bayerische Landesamt für Denkmalpflege geführt wird. Die folgenden Angaben ersetzen nicht die rechtsverbindliche Auskunft der Denkmalschutzbehörde.

## Baudenkmäler nach Gemeindeteilen

### Rohrenfels
| Lage                      | Objekt                                     | Beschreibung | Akten-Nr.    | Bild               |
| ------------------------- | ------------------------------------------ | --- | ------------ | ------------------ |
| Hauptstraße 16 (Standort) | Bauernhaus                                 | eingeschossiger Mittertennbau mit angehobener Traufe, erstes Drittel 19. Jahrhundert.                                                                | D-1-85-157-2 | Bauernhaus         |
| Kirchgasse 1 (Standort)   | Wegkapelle                                 | nischenartiger Raum mit Holzgittertüre und Satteldach über Pilastern und Profilgesims, 18. Jahrhundert; am nordöstlichen Ortsrand.                   | D-1-85-157-4 | Wegkapelle         |
| Kirchgasse 4 (Standort)   | Katholische Pfarrkirche Mariae Heimsuchung | Saalkirche, Chor und Turm um 1425/30, Langhaus 1858; mit Ausstattung.                                                                                | D-1-85-157-1 | weitere Bilder     |
| Schloßstraße 1 (Standort) | Ehemaliges Schloss                         | zweigeschossiger Bau mit Steilsatteldach und Barockportal mit Wappentafel und Relief, erbaut nach 1618, 1666 (bezeichnet mit dem Jahr) überarbeitet. | D-1-85-157-3 | Ehemaliges Schloss |
| Weiherbreiten (Standort)  | Wegkapelle                                 | zweite Hälfte 19. Jahrhundert; an der Hauptstraße 500 m nordostwärts.                                                                                | D-1-85-157-5 | Wegkapelle         |

### Baiern
| Lage                 | Objekt                               | Beschreibung                                                                           | Akten-Nr.    | Bild                                 |
| -------------------- | ------------------------------------ | -------------------------------------------------------------------------------------- | ------------ | ------------------------------------ |
| Baiern 12 (Standort) | Katholische Filialkirche St. Andreas | Saalkirche, einheitlicher Bau der ersten Hälfte des 15. Jahrhunderts; mit Ausstattung. | D-1-85-157-6 | Katholische Filialkirche St. Andreas |

### Ballersdorf
| Lage                        | Objekt      | Beschreibung                                                           | Akten-Nr.    | Bild        |
| --------------------------- | ----------- | ---------------------------------------------------------------------- | ------------ | ----------- |
| Kapellenstraße 8 (Standort) | Bauernhaus  | langgestreckter, eingeschossiger Satteldachbau, Mitte 19. Jahrhundert. | D-1-85-157-8 | Bauernhaus  |
| Kreuzweg 2 (Standort)       | Ortskapelle | kleiner Bau mit Dachreiter, 1901; mit Ausstattung.                     | D-1-85-157-7 | Ortskapelle |

### Ergertshausen
| Lage                     | Objekt     | Beschreibung                                                               | Akten-Nr.    | Bild       |
| ------------------------ | ---------- | -------------------------------------------------------------------------- | ------------ | ---------- |
| Dorfstraße 15 (Standort) | Bauernhaus | eingeschossiger Bau mit steilem Satteldach bzw. Greddach, 18. Jahrhundert. | D-1-85-157-9 | Bauernhaus |

### Fesenmühle
| Lage                  | Objekt     | Beschreibung                 | Akten-Nr.     | Bild       |
| --------------------- | ---------- | ---------------------------- | ------------- | ---------- |
| Fesenmühle (Standort) | Hofkapelle | groß, 1877; mit Ausstattung. | D-1-85-157-10 | Hofkapelle |

### Wagenhofen
| Lage                       | Objekt                             | Beschreibung | Akten-Nr.     | Bild                               |
| -------------------------- | ---------------------------------- | --- | ------------- | ---------------------------------- |
| Kirchplatz 3 (Standort)    | Katholische Pfarrkirche St. Martin | Chorturmkirche, frühgotisch, 1937 verlängert; mit Ausstattung. | D-1-85-157-11 | Katholische Pfarrkirche St. Martin |
| Nähe Ortsstraße (Standort) | Wegkapelle                         | wohl noch 18. Jahrhundert; mit Ausstattung; am südlichen Ortsrand. | D-1-85-157-13 | Wegkapelle                         |
| Ortsstraße 5 (Standort)    | Ehemaliger Bauernhof               | Dreiseitanlage; Ehemaliges Bauernhaus, eingeschossiger Bau mit Kniestock und Zwerchhaus, bezeichnet mit dem Jahr 1888; nördlich wohl ehemaliges Wasch- und Backhaus, kleiner eingeschossiger Satteldachbau, um 1890; nordöstlich ehemaliges Wirtschaftsgebäude, um 1890, erneuert; östlich ehemaliger Stadel, stattlicher Massivbau, um 1890; südlich Remise, Holzbau, um 1890. | D-1-85-157-14 | Ehemaliger Bauernhof               |